# Musikjahr 1657
Liste der Musikjahre

◄◄ | ◄ | 1653 | 1654 | 1655 | 1656 | Musikjahr 1657 | 1658 | 1659 | 1660 | 1661 | ► | ►►

Weitere Ereignisse
Dieser Artikel behandelt das Musikjahr 1657.

## Ereignisse
- 10. Januar: Uraufführung der Oper Artemisia von Francesco Cavalli (Musik) mit einem Libretto von Nicolò Minato im Teatro Santi Giovanni e Paolo in Venedig.
- 00. Januar: Antonio Maria Abbatini wird Kapellmeister an der Wallfahrtsbasilika in Loreto.
- 13. Februar: Die Uraufführung des musikalischen Dramas Oronte von Johann Caspar Kerll findet in München statt.
- 19. Februar: Uraufführung der Oper La Dori von Antonio Cesti (Musik) mit einem Libretto von Giovanni Filippo Apolloni im Hofsaal in Innsbruck.
- 11. März: Johann Adam Reincken wird Organist in der Bergkerk in Deventer.
- 17. Juli: Sebastian Knüpfer wird – als Nachfolger von Tobias Michael – Thomaskantor in Leipzig.
- Der Komponist Maurizio Cazzati reformiert das Musikleben in der Basilika San Petronio und in ganz Bologna mit der Gründung der Bologneser Schule.
- Am Salvatorplatz wird das erste Opernhaus Münchens eröffnet.
- Der Codex Manesse, eine um 1300 in Zürich entstandene berühmte Liederhandschrift, taucht in Paris wieder auf.

Francesco Cavalli – Artemisia Titelseite des Librettos, Venedig 1656

## Instrumental- und Vokalmusik (Auswahl)
- Henri Dumont – Meslanges à 2, 3, 4 et 5 parties
- Joannes Florentius a Kempis – Cantiones Natalitiae
- Giovanni Legrenzi – Salmi a cinque
- Heinrich Schütz
  - 12 Geistliche Gesänge, op. 13
  - Herr, nun lässest du deinen Diener, SWV 432-433
- Barbara Strozzi – Ariette a voce sola, op. 6
- Gaspar de Verlit – Anthologie mit Weihnachtsliedern

## Musiktheater
- Francesco Cavalli – Artemisia
- Antonio Cesti – La Dori
- Johann Caspar Kerll – Oronte
- Michel de La Guerre – Triomphe de l’Amour sur les Bergers et les Bergères (1655 erstmals gesungen, als Oper erstmals 1657 aufgeführt)

## Geboren

### Geburtsdatum gesichert
- 18. März: Giuseppe Ottavio Pitoni, italienischer Komponist († 1743)
- 25. Juli (getauft): Philipp Heinrich Erlebach, deutscher Barockkomponist († 1714)
- 00. August: Daniel Vetter, deutscher Organist und Komponist († 1721)
- 16. September: Gabriel Manalt i Domènech, katalanischer Organist, Komponist und Priester († 1687)
- 21. Oktober: Johann Adam Brandenstein, deutscher Orgelbauer († 1726)
- 30. Oktober: Jacques Autreau, französischer Maler, Dramatiker und Librettist († 1745)
- 15. Dezember: Michel-Richard Delalande, französischer Komponist († 1726)

### Genaues Geburtsdatum unbekannt
- Joan Baptista Rocabert, katalanischer Organist, Komponist und Chormeister († 1701)

### Geboren um 1657
- Gaetano Greco, italienischer Musikpädagoge und Komponist († 1728)
- Felip Olivelles, katalanischer katholischer Priester, Kirchenmusiker, Kapellmeister und Komponist († 1702)

## Gestorben

### Todesdatum gesichert
- 09. Februar: David Behme, deutscher Pfarrer und Kirchenlieddichter (* 1605)
- 25. Februar: Andreas Butz, deutscher Orgelbauer (* zwischen 1580 und 1590)
- 21. März: John Hilton, englischer Komponist (* 1599)
- 26. März: Jacob van Eyck, niederländischer Musiker, Glockenspieler (* um 1590)
- 06. Juli: Tobias Michael, deutscher Komponist und Thomaskantor (* 1592)
- 23. Oktober: Domenico Massenzio, italienischer Komponist (* um 1585)

### Genaues Todesdatum unbekannt
- Franciszek Lilius, polnischer Komponist (* um 1600)
- Pietro Paolo Sabbatini, italienischer Komponist, Musikdirektor und Musiker (* 1600)
- Ján Šimbracký, slowakischer Komponist (* um 1600)

### Gestorben nach 1657
- Nicolas-Francisque Caroubel, französischer Violinist (* 1594)